# Szabó József (geográfus)
Szabó József (Makó, 1940. december 14. –) magyar geográfus, geomorfológus, egyetemi tanár, a tömegmozgásos folyamatok egyik legkiválóbb hazai kutatója, nemzetközileg is ismert tudósa, az MTA Doktora. 

## Élete és tudományos pályája
Szabó József 1940 decemberében született Makón, ötgyermekes család legidősebb sarjaként. Édesapja id. Szabó József református lelkész, édesanyja tanító volt. Öccse a Kossuth- és Liszt-díjas karnagy, Szabó Dénes. Alap- és középfokú tanulmányai elvégzése után, 1958-tól a Debreceni Kossuth Lajos Tudományegyetem hallgatója történelem–földrajz szakon. 1963-ban ugyanezen szak kitüntetéses diplomáját vehette át. Bár kezdetben inkább történészként képzelte el majdani önmagát, korábbi tanára, Kádár László professzor – tehetségére felfigyelve – a geográfia és azon belül is főként a természetföldrajz világa felé terelte. Ennek megfelelően már 1963-ban tanársegédi állást kapott a Kádár professzor vezette természetföldrajzi tanszéken. 1969-ben sikerrel védte meg doktori dolgozatát, melyet a Sajó-Bódva köze fluviális és tömegmozgásos felszínfejlődéséről írt. Későbbi kutatásait (1972-től adjunktusként) a Csereháton végezte, ahol elsőként ismerte föl a csuszamlásos folyamatok fontos szerepét a táj, illetve a domborzat arculatának formálásában. Vizsgálatait, kutatásait 1982-ben kandidátusi disszertációban foglalta össze, mely többek között egy azóta alapvető fontosságúvá vált csuszamlástipizálási rendszert is tartalmazott. 1984-ben – kutatási eredményei egyfajta elismeréseként – docensi kinevezést kapott. Az 1990-es években szakmai előmenetele felgyorsult, melynek első jeleként az 1991-ben nyugállományba vonuló Borsy Zoltán professzor Szabó Józsefre bízta a tanszékvezetői feladatok ellátását. 1995-ben habilitációs értekezést nyújtott be. Ugyanebben az évben kinevezték a Kossuth Lajos Tudományegyetem oktatási rektorhelyettesének is. 1996-ban pedig Csuszamlásos folyamatok szerepe a magyarországi tájak geomorfológiai fejlődésében c. dolgozatával a Magyar Tudományos Akadémia Doktora címet is megszerezte. Ugyanezen évtől már mint egyetemi tanár vezette a természetföldrajzi tanszéket egészen 2005-ig. Nyugdíjba vonulása után professor emeritusként továbbra is a tanszék aktív és oszlopos tagja maradt. Az évek során nemcsak a debreceni, hanem az egész ország geográfiai életének meghatározó alakjává vált, melyet bizonyít a Magyar Földrajzi Társaságban betöltött alelnöki (2005–2009), majd elnöki (2009–2013) pozíciója is.

## Válogatott publikációi
- Szabó József professzor szakirodalmi munkásságára a magas szakmai színvonal, illetve a nagy számosság (az MTA CSFK Intézeti Könyvtárban számon tartott publikációinak száma 149) mellett a diverzitás jellemző. Geomorfológiai-természetföldrajzi témában megjelent publikációi mellett jelentősek tájföldrajzi, csillagászati (csillagászati földrajzi), illetve – a történészi irányvonalat is megtartva – történeti földrajzi témájú művei is. Alább a publikációk nagy száma miatt csak a legjelentősebbek ismertetése következik.

### Önálló szerzésű értekezései, könyvei
- A Sajó-Bódva szögének geomorfológiája. Debrecen 1969. Doktori Értekezés. Kézirat pp. 1-110.
- Hunfalvy János. Akadémiai Kiadó. Budapest. 1980. pp. 1-195.
- Felszínfejlődési, geomorfológiai és természeti tájpotenciál vizsgálatok a Csereháton. Kandidátusi értekezés. Kézirat. Debrecen. 1982. pp. 1-192+melléklet kötet
- Európa. Móra Kiadó. Budapest. 1989. pp. 1-255.
- Csuszamlásos folyamatok szerepe a hazai tájak geomorfológiai fejlődésében. Debrecen 1996. Akadémiai Doktori Értekezés. pp.1-223+képmelléklet

### Könyvrészletek
- Csillagászati földrajz (szerk. Gábris Gy.) Budapest. Egyetemi Tankönyv. Tankönyvkiadó, Bp. 1988. pp. 9-12, 59-63, 82-95, 99-106, 138-141, 145-241.
- Általános természetföldrajz (szerk. Borsy Zoltán). Budapest. Egyetemi tankönyv. Tankönyvkiadó, Bp. 1993. A természetföldrajz tárgya, céljai, tagolódása, tudományrendszertani helye. pp. 7-27., A víz földrajza pp. 124-250., Tömegmozgások pp. 269-292., A társadalom hatása a földfelszínre pp. 500-518.
- Az antropogén geomorfológiáról általában. pp. 5-15, A vízgazdálkodás geomorfológiai vonatkozásai pp. 168-190. In: Szabó J.-Dávid L. (szerk.): Antropogén geomorfológia. 2007, Debrecen. pp. 1-318.
- Bevezetés pp. 13-36., A víz földrajza pp. 116-195., in: Szabó J. (szerk.): Általános természetföldrajz I.. 2013, ELTE Eötvös Kiadó, Budapest. pp. 1-414.
- Lejtős tömegmozgások pp. 122-142. in: Gábris Gy. (szerk.): Általános természetföldrajz II.. 2013, ELTE Eötvös Kiadó, Budapest. pp. 1-484.

### Egyetemi jegyzetek
- Általános természeti földrajzi gyakorlatok -egyetemi jegyzet- Szerk.: Jakucs L. Bp, 1967. pp. 7-27.
- A Naprendszer és a világmindenség -egyetemi jegyzet-. Debrecen, 1978. pp. 1-112.
- Lóki J.-Szabó J.: Csillagászati földrajzi gyakorlatok -egyetemi jegyzet- . Budapest, 1985. pp. 1-79.

### Egyéb publikációk
- Kádár L.-Pap A.-Szabó J. 1965: Adalékok a magyar-medence felszínfejlődéséhez. Acta Geographica Debr. 1964/65. pp. 163-166
- Geomorfológiai megfigyelések a Hajdúháton. 1965, Acta Geographica Debr. 1964/65. pp. 197-220.
- Adalékok az európai jégkorszakkutatás történetéhez. Földr. Közl. 1975/2. pp. 141-144.
- Tájfejlődési Tendenciák a Csereháton. Nemzeti Tudományos Ülésszak előadásai. Pécs, 1981. pp. 89-107.
- Egy különleges árapály övezet - a Watt-tenger vidéke. Földr. Közl. 1983. pp. 23-39.
- Gábris Gy.-Szabó J.: Gondolatok a sivatagi eolikus felszínformálódásról. Földr. Közl. 1994/4. pp. 169-196.
- Mihályi K.-Szabó J.-Gucsik A.-Hargitai H.-Kereszturi Á.-Bérczi Sz.-Nagy Sz.: Vízhálózat-vizsgálatok földi meteoritkrátereken. Földr. Közl. 2010/2. pp. 129-145.

## Díjak, elismerések
Magyar Földrajzi Társaság:
- Kőrösi Csoma Sándor-érem (1998)
- Lóczy Lajos-emlékérem (2004)
- Tiszteleti Tagság (2008)
- Teleki Sámuel-érem (2017)